# Nicolas Kiesa
Nicolas Kiesa (Copenaghen, 3 marzo 1978) è un ex pilota automobilistico danese, di origine italiana.

## Carriera

### Gli inizi
Kiesa è di origine italiana, in quanto il cognome della famiglia era originariamente Chiesa, ma la C e la H furono sostituite con la K come si usa nei paesi scandinavi.
Dopo aver iniziato la carriera sui kart, nel 1998 passò alle competizioni su monoposto prendendo parte al campionato di Formula Ford inglese, in cui ottenne un terzo posto al debutto. L'anno seguente riuscì comunque ad imporsi e prese parte al campionato di F3 inglese. Nel campionato successivo, però, dopo un inizio di stagione deludente, decise di dedicarsi alla F3 tedesca e nel 2002 fece il suo debutto in Formula 3000, ottenendo la sua prima vittoria l'anno seguente.

### Formula 1
Nello stesso anno fece il suo debutto in Formula 1, con la Minardi, ma non è riuscito a proseguire immediatamente la sua carriera nella massima formula. Sembrava che dovesse disputare, sempre con il team faentino, la stagione 2005, ma fu sostituito all'ultimo momento da Patrick Friesacher. A partire dal Gran Premio di Germania divenne il pilota di riserva e collaudatore della Jordan.

#### Risultati completi
| 2003 | Scuderia | Vettura |  |  |  |  |  |  |  |  |  |  |  |    |    |    |    |    |  |  |  | Punti | Pos. |
| ---- | -------- | ------- |  |  |  |  |  |  |  |  |  |  |  | -- | -- | -- | -- | -- |  |  |  | ----- | ---- |
| 2003 | Minardi  | PS03    |  |  |  |  |  |  |  |  |  |  |  | 12 | 13 | 12 | 11 | 16 |  |  |  | 0     | 23º  |

| 2005 | Scuderia | Vettura |  |  |  |  |  |  |  |  |  |  |  |    |    |    |    |    |    |  |    | Punti | Pos. |
| ---- | -------- | ------- |  |  |  |  |  |  |  |  |  |  |  | -- | -- | -- | -- | -- | -- |  | -- | ----- | ---- |
| 2005 | Jordan   | EJ15    |  |  |  |  |  |  |  |  |  |  |  | TP | TP | TP | TP | TP | TP |  | TP | –     |      |

| Legenda | 1º posto     | 2º posto | 3º posto    | A punti         | Senza punti/Non class.  | Grassetto – Pole position Corsivo – Giro più veloce |
| Legenda | Squalificato | Ritirato | Non partito | Non qualificato | Solo prove/Terzo pilota | Grassetto – Pole position Corsivo – Giro più veloce |

### DTM
Terminata l'esperienza nella massima serie automobilistica, nel 2006 ha preso parte ad alcune gare di DTM, pur senza segnare alcun risultato utile.